# Calymmaria aspenola
Calymmaria aspenola är en spindelart som beskrevs av Chamberlin och Ivie 1942. Calymmaria aspenola ingår i släktet Calymmaria och familjen panflöjtsspindlar. Inga underarter finns listade.